# Varà arborícola tacat
El varà arborícola tacat (Varanus timorensis) és una espècie de sauròpsid (rèptil) escatós de la família dels varànids. És un petit llangardaix natiu de les illes de Timor occidental oriental.

## Nomenclatura
La nomenclatura d'aquesta espècie de varà, Varanus scalaris, ha anat canviant repetidament al llarg dels anys. Mertens (1941, 1942b, 1942d) el va descriure com a subespècie de Varanus timorensis; simultàniament ell va descriure Varanus timorensis similis com una altra subespècie (Mertens, 1958). Storr (1980) reuní les dues subespècies d'Austràlia occidental sota el nom Varanus timorensis scalaris. L'any 1983 aquesta subespècie van arribar a l'estatus d'espècie per Storr et al. (1983b). Wilson & Knowles (1988) també usa l'epítet específic scalaris per a tota la població del continent australià.

## Característiques
El varà arborícola tacat pertany al complex taxonòmic odatria. Generalment és des de color gris verdós fosc fins a gairebé negre. Aquesta espècie assoleix un màxim de 61 cm de llargada i pesa entre 100 i 350 grams. Es poden reconèixer grans variacions en el seu fenotip cosa que dificulta la seva taxonomia.

## Història natural
Aquests varans són animals arboris i diürns. La seva nutrició consisteix en una gran varietat d'invertebrats, a més d'altres llangardaixos. Crien de desembre a març i la seva posta és d'uns 11 ous.

## Distribució geogràfica
Es troben a les illes de Timor occidental de Savu, i de Rote, i a Timor oriental.

## En captivitat
Freqüentment es crien en captivitat i se n'importen molts. Els animals nascuts en la captivitat són molt més tranquils que els capturats en la vida silvestre. Ràpidament s'acostumen al menjar comercial de llagosts, paneroles, cucs dels escarabats de la farina i ocasionalment ratolins.